# Zetou (köpinghuvudort i Kina, Shandong Sheng, lat 37,05, long 121,89)
Zetou (kinesiska: 泽头, 泽头镇) är en köpinghuvudort i Kina. Den ligger i provinsen Shandong, i den östra delen av landet, omkring 440 kilometer öster om provinshuvudstaden Jinan. Antalet invånare är 33 787. Befolkningen består av 16 790 kvinnor och 16 997 män. Barn under 15 år utgör 5,0 %, vuxna 15-64 år 75 %, och äldre över 65 år 19,0 %.
Närmaste större samhälle är Gejia, 12,0 km norr om Zetou. Trakten runt Zetou består i huvudsak av gräsmarker.
Genomsnittlig årsnederbörd är 743 millimeter. Den regnigaste månaden är juli, med i genomsnitt 206 mm nederbörd, och den torraste är februari, med 13 mm nederbörd.